# بروس نیکولز
 بروس نیکولز (انگلیسی: Bruce Nichols؛ زاده ۳۱ دسامبر ۱۹۵۵) یک تنیس‌باز اهل ایالات متحده آمریکا است. 